# The Fortune (film)
The Fortune is een Amerikaanse filmkomedie uit 1975 onder regie van Mike Nichols.

## Verhaal
Rond de vorige eeuwwisseling bedenkt een getrouwde man een plan om zijn minnares mee te smokkelen naar een andere staat. Ze moet daarvoor wel trouwen met diens beste vriend. De vrouw is schatrijk en de man beraamt een plan om haar geld af te troggelen.

## Rolverdeling
| Acteur            | Personage       |
| ----------------- | --------------- |
| Warren Beatty     | Nicky           |
| Jack Nicholson    | Oscar           |
| Stockard Channing | Freddie         |
| Florence Stanley  | Mevrouw Gould   |
| Richard B. Shull  | Jack Power      |
| Tom Newman        | John            |
| John Fiedler      | Fotograaf       |
| Scatman Crothers  | Visser          |
| Ian Wolfe         | Vrederechter    |
| Christopher Guest | Geliefde        |
| Brian Avery       | Steward         |
| Dub Taylor        | Rattlesnake Tom |
| Catlin Adams      | Geliefde        |
| Rose Michtom      | Vrouw           |
| Jim Antonio       | Politieagent    |